# Петри, Генри Вильгельм
Генри Вильгельм Петри (нидерл. Henri Wilhelm Petri; 5 апреля 1856, Зейст — 7 апреля 1914, Дрезден) — нидерландский скрипач и композитор. Отец Эгона Петри.
Родился в семье музыкантов: отец (и первый учитель) Петри был гобоистом в городском оркестре, племянник Мартинус Петри (1853—1924) — скрипачом, ещё один племянник Виллем — заметным органистом. Позднее учился у Анри Вьётана и Йозефа Иоахима; по сообщению Э. Дента, Карл Райнеке даже считал его очевидным наследником Иоахима, — Тивадар Начез, однако, утверждал, что Петри играл одинаково хорошо и при поступлении в ученики к Иоахиму, и после окончания учёбы у него.
Некоторое время работал и преподавал в Утрехте, где у него учился, в частности, Виллем Менгельберг. Бо́льшую часть жизни, однако, провёл в Германии, где, в частности, был концертмейстером Оркестра Зондерсхаузена (с 1877 г.), затем Ганноверской оперы (с 1881 г.), Гевандхаус-оркестра (с 1883 г.) и, наконец, Дрезденской оперы (с 1889 г.). Одновременно был известен и как ансамблист: ещё в 1877 году участвовал в премьерном исполнении Второго фортепианного квартета Иоахима Раффа в Зондерсхаузене, в Лейпциге играл первую скрипку в Гевандхаус-квартете, в дрезденский период устраивал собственные квартетные вечера (в которых иногда участвовал в качестве второй скрипки юный Эгон Петри, ещё не переключившийся со скрипки на фортепиано). Был близким другом Ферруччо Бузони, нередко игравшего партию фортепиано в ансамблевых выступлениях под руководством Петри; Бузони посвятил Петри-старшему свой скрипичный концерт (1897).
Автор камерных и вокальных сочинений (относящихся к середине 1880-х гг.), транскрипций (в частности, переложения Концерта № 6 для скрипки с оркестром Луи Шпора для скрипки и фортепиано). Под редакцией Петри вышло в 1910 г. новое издание известного сборника «Высшая школа скрипичной игры» (нем. Die hohe Schule des Violinspiels), составленного Фердинаном Давидом. В дрезденский период также преподавал; среди его учеников, в частности, Альберто Бахман, ставший затем бродвейским композитором Густав Людерс и классик хорватской музыки Дора Пеячевич.